# Антониј Погорељски
Антониј Погорељски (рус. Антоний Погорельский; Москва, 1787 - Варшава, 21. јул 1836) је био руски писац, члан Руске Акедемије (1829). Под тим псеудонимом писао је у првој половини 19. вијека Алексеј Алексејевич Перовски (рус. Алексей Алексеевич Перовский).

## Биографија
Алексеј Перовски је рођен у Москви 1787. године. Он је ванбрачни син грофа Алексеја Разумовског. Гроф се постарао да будући писац Погорељски заврши студије на Московском универзитету, као и да његови ванбрачни синови 1805. године добију племићко звање и презиме Перовски.
У младости је Перовски учествовао као добровољац у рату из 1812. године и с побједничком војском промарширао кроз Аустрију, Пруску и Француску. 1813. године, капетан штаба Перовски је постао ађутант кнеза Репњина, руског генерал-губернатора Саксоније и двије године је провео у Дрездену, тада једном од центара њемачке књижевности. У Дрездену је тада живио Ернст Теодор Вилхелм Хофман. Мада нема података о познанству с Хофманом, Алексеј је у Дрездену посјећивао књижевне салоне, сретао се с њемачким писцима и духом тадашње њемачке књижевности, у којој је тада владала атмосфера романтизма, расправљао се о дјелима Лудвига Тика и Клеменса Брентана - и тај дух је опчинио Перовског. Бивши карамзинист се вратио у Русију као поштовалац и познавалац новог књижевног правца, њемачког романтизма.
Перовски је под псеудонимом Антониј Погорељски написао прву руску истински романтичну и фантастичну приповјетку "Лафертовска колачарка" и објавио је у "Књижевним новостима" 1825.
Сам Пушкин је био очаран приповјетком Погорељског. Из прогонства у Михајловском писао је брату:"Драги мој, каква је дивота "Бакин мачор"! Прочитао сам два ппута и у једном дааху цијелу причу, и сад само бунцам о Трифону Фалалеичу Мурклину. Крећем се окретно, зажмиривши очима, вртећи главом и повијајући леђа. А Погорељски је Перовски, зар не?"
Пушкину, удаљеном од Петрограда, није могло промаћи ко може бити аутор дјела којим се одушевио.
Касније, у "Погребнику", Пушкин ће поменути поштара из приповјетке Погорељског, што је више него знак пажње.
Погорељски је "Лафертовску колачарку" касније унио у зборник фантастичних приповједака под насловом "Двојник или Моје вечери у Малорусији"(1828). Тиме је унио у руску књижевност двије важне новости:мотив двојника, који је послије тако свестрано обрађиван у дјелима многих писаца, и први је, прије Гогоља унио колорит украјинске бајке. "Двојник или Моје вечери у Малорусији" најава су Гогољевих "Вечери на салашу крај Дикањке" које ће изићи у годинама 1831.-1832.
"Лафертовска колачарка" је већ 1933. преведена на француски у двотомној антологији '"Les Conteurs russes ou Nouvelles, Contes et Tradition russes".
У Русији је Погорељски изазвао општу пажњу. Разбуктала се и полемика, отпор фантастици и "тајанственим повјестима". Марлински је љутито негирао несхватљивог Хофмана, а Н. Пољевој је написао строг одзив о "Двојнику" Погорељског, пишући између осталог:"Једна од посљедица њемачког узора писања повјести јесте туга коју намећу њемачке повјести, показујући човјека у тако чудном односу, да се његова слабост или крхкост његовог ума и колебљивост околног самосазнања откривају превише јавно. Постоје области у души човјека и друштва које не треба дирати".
Погорељски је имао другачије мишљење:"Човјек има посебну склоност према свему чудесном, према свему што излази из обичног поретка".
Године 1829. Погорељски је објавио бајку "Црна кокош или Подземни житељи". "Волшебна бајка за дјецу" је постала класично дјело руске књижевности за дјецу. Написао је и роман "Манастирка" (1830. - 1833), у којем је сликао нарави и обичаје племства из Украјине, приближавајући се стилом реалистичком начину писања.
Антониј Погорељски је умро у Варшави 21. јула 1836. године.
До данас су од његових дјела живи "Лафертовска колачарка" и "Црна кокош".
Антониј Погорељски, тиме што је увео у књижевност лик малог човјека из народа, био претходник Пушкина, Гогоља, Достојевског, а његов црни мачор је био частан предак мачора из славног Булгаковљевог романа "Мајстор и Маргарита".